# 雷德韋 (加利福尼亞州)
雷德韋（英語：Redway）是位於美國加利福尼亞州洪堡縣的一個人口普查指定地區。

## 地理
雷德韋的座標為40°07′13″N 123°49′24″W / 40.12028°N 123.82333°W，而該地最高點為海拔高度164米（即538英尺）。

## 人口
根據2010年美國人口普查的數據，雷德韋的面積為3.295平方千米，當中陸地面積為3.239平方千米，而水域面積為0.056平方千米。當地共有人口1225人，而人口密度為每平方千米371人。